# 加拿大科學媒體中心
加拿大科學媒體中心（英語：Science Media Centre of Canada，簡稱SMCC或CCSM）是一個旨在向新聞記者發放準確科學事態資訊的雙語組織，於2010年9月27日開幕，其總部設在安大略省渥太華。該中心的終極目標是「透過媒體更有依據、更準確與更敏銳地覆蓋科學消息，來提升公眾對於該範疇之參與」。
加拿大科學媒體中心設有一個由20名加拿大科學家組成的「研究顧問討論小組」（Research Advisory Panel）以及一個由8名記者組成「編輯諮詢委員會」（Editorial Advisory Committee），當中「研究顧問討論小組」的功能為盡量以簡單明瞭的方式闡述科學家們之專長，而「編輯諮詢委員會」的功能則是確保記者們於報導時的客觀性。
另一方面，不少國家均設立科學媒體中心，包括英國、澳洲、新西蘭與日本，但他們均互相獨立和尊重。

## 外部連結
- 加拿大科學媒體中心官方網站（页面存档备份，存于）
- 英國科學媒體中心官方網站（页面存档备份，存于）
- 澳洲科學媒體中心官方網站（页面存档备份，存于）
- 新西蘭科學媒體中心官方網站（页面存档备份，存于）
- 日本科學媒體中心官方網站（页面存档备份，存于）